# Noszoly

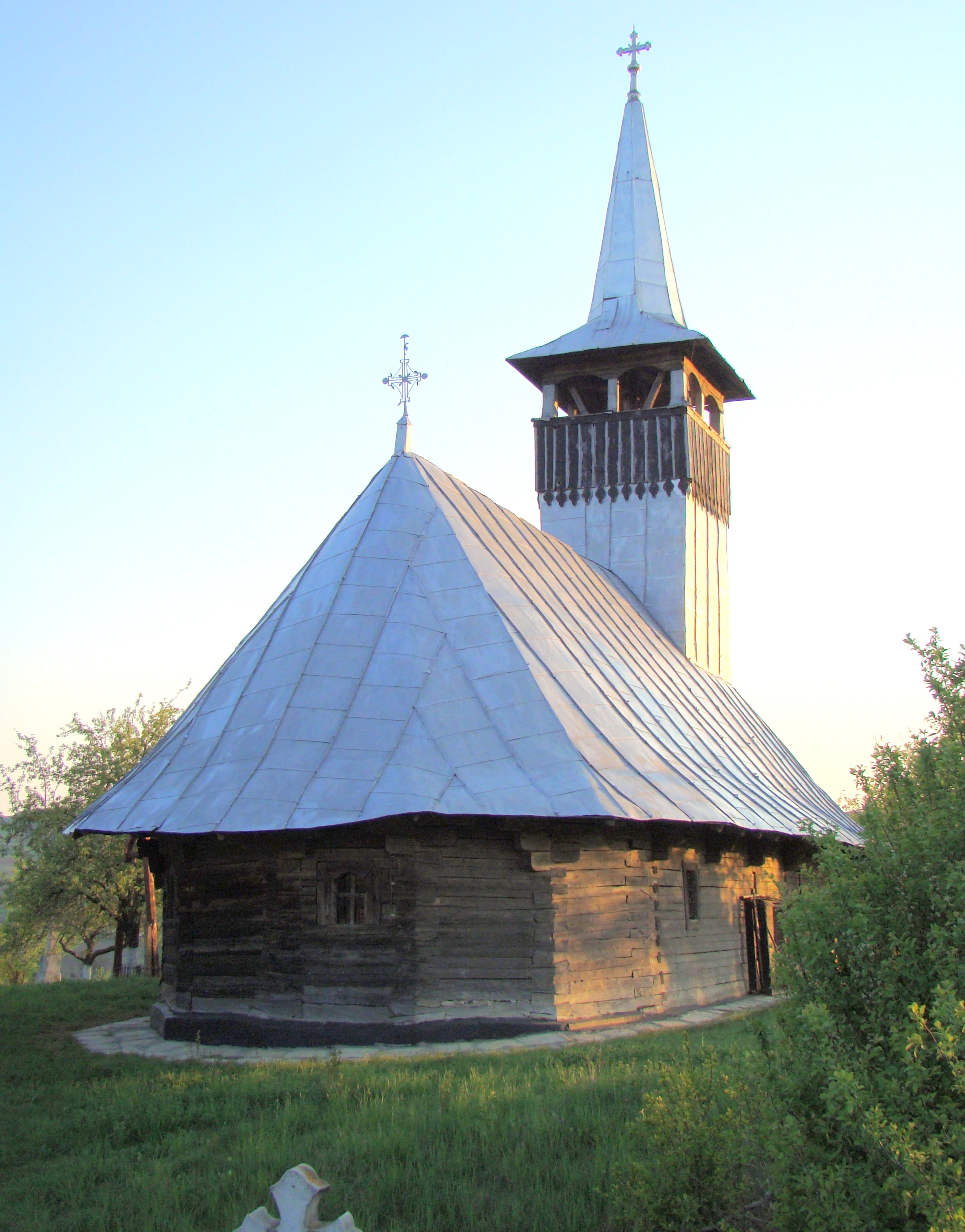
A fatemplom

Noszoly (románul: Năsal) falu Romániában, Erdélyben, Kolozs megyében.

## Fekvése
A Mezőségen, Szamosújvártól 25 km-re délkeletre fekszik. Külterületének 50%-a szántóföld, 13%-a legelő, 7%-a rét és 5%-a erdő.

## Nevének eredete
Neve szláv eredetű személynévből keletkezhetett. Talán a falut jelöli az 1215-ös, Nazalas adat. 1220-ban Noozul, 1318/23-ban Nuzal, 1332/35-ben Nusal, 1587-ben Nwzaly alakban írták.

## Története
Doboka, 1876-tól Szolnok-Doboka vármegyéhez tartozott. 1220-ban Mojs fia Mojs birtoka volt, és az ő családjáé maradt még száz éven keresztül. A 15–16. században Buza mezőváros uradalmához tartozott, előbb a Bebek család, 1470-től Dengelegi Pongrácz János, a 16. században a Kendi és a Balassa család birtokában.
Lakói a 16. század második felében unitárius, 1622 és 1643 között református hitre tértek. 
Református egyháza 1766-ig, majd 1830 és 1875 között volt anyaegyházközség, azóta filia. A 17. században a Fekete, Cseffey, Petky és Kálnoky, a 18. században a Kálnoky, Henter, Domokos, Petky, Bálinttit és Bethlen család birtokolta. 1755-ben itt tartotta közgyűlését Doboka vármegye.
1750-ben 8 jobbágy-, 25 zsellér és 12 kóbor családját írták össze. Református gyülekezete 1766-ban 17 férfit és ugyanannyi asszonyt számlált. A 19. század első felében határában bort termesztettek, és gazdaságában fontos szerepet játszott a Cegei-tó halászata is, amelynek a határához tartozó ágait az 1860-as években csapolták le. (A falutól délkeletre ma található tó 1870-ben, földcsuszamlással keletkezett.)
Schilling Ottó földbirtokos a 19. század végén kezdte forgalmazni az eredetileg juhtejből készült és a szomszédos Göc határában található üregekben, később pincékben érlelt noszolyi sajtot. 1895-ben határának 52%-a volt szántó, 27%-a legelő, 7%-a rét és 6%-a erdő. Iskolájában 1972-ig működött magyar tagozat. 1981–83-ban a Habadok határrészben 16 hektáron gyümölcsöst telepítettek.

## Lakossága
- 1850-ben 907 lakosából 730 volt román, 137 magyar és 29 cigány nemzetiségű; 749 görögkatolikus, 132 református, 18 római katolikus és 8 zsidó vallású.
- 2002-ben 406 lakosából 337 volt román és 69 magyar nemzetiségű; 328 ortodox, 63 református és 9 görögkatolikus vallású. A 60 éven felüliek aránya 38%.

## Látnivalók
- Református temploma a 13. század végén vagy a 14. század elején, román stílusban épült, majd a 15. században gótikus ablakokkal és szentéllyel látták el. 1594-ben és 1883-ban javították.
- Ortodox fatemploma 1807-ben épült.

## Híres szülöttei
- Itt született 1880-ban Schilling Árpád homeopata orvos.
- Itt született 1914-ben Solymossy Olivér költő, író.